# 日土村
日土村（ひづちむら）は、1955年（昭和30年）まで愛媛県西宇和郡にあった村であり、現在の八幡浜市の北部、佐田岬半島基部に位置する農山村であった。昭和の合併により八幡浜市の一部となり、現在に至っている。

## 地理
現在の八幡浜市の北西部。佐田岬半島の基部で、南を八幡浜市に、西を喜須来村及び宮内村に接している。北西は銅ヶ鳴山を境に磯津村と、北東は出石山を境に旧豊茂村(大和村、長浜町を経て2005年1月から大洲市)に、東は鞍掛山を境に大洲市（上須戒、平野の両地区）に接する。喜木川の中流及び上流域。喜木川の両岸は600 - 700mの山地が横たわっている。
地名の由来
養老2年に出石山山頂の金山出石寺の建立時に石仏が出現し、丈が高くなったので槌で打ったところ、槌が2つに割けて飛んだ（飛槌）という言い伝えによる。
また「ひづち」は「ひじち」が訛ったもので、大洲の肱川等の「ひじ」と同じく、「曲がりくねった地」という意味があるともされる。

## 歴史
藩政期
- 宇和島藩領。宇和島藩に入った伊達家は藩内を10の組に分け統治したが、当村は「保内組」に属し、さらにその中で当村一帯は「保内郷」に属すものとされた。郷内随一の石高の農村であった。

明治以降
- 1876年（明治9年） - 本村の新堂（地名）に学校開設、明治20年　日土小学校となる。
- 1886年（明治19年） - 新堂の二宮嘉太郎が温泉郡から夏柑を導入、後に郡内に広まる。

日土村成立後
- 1889年（明治22年）12月15日 - 明治の町村制・市制施行時に、日土が日土村となる。
- 1891年（明治24年） - 平岩銅山開坑。
- 1944年（昭和19年） - 水害により村役場流失、同年移転新築。
- 1955年（昭和30年） 2月1日 - 川上村・真穴村・双岩村の3村とともに八幡浜市の一部となる。当村域は「八幡浜市日土町」と呼ばれることとなった。

当村は昭和合併論議の際、八幡浜市側か川之石町側（後の保内町）かで大いに議論があった。同じ喜木川流域で交通の便のよい川之石側を推す意見と，将来の発展を見越して八幡浜市に合流すべきとする意見とが並立した。結局、将来に夢を託し八幡浜市及びその周辺の村々と合流した。当村から直接八幡浜市街に入る幹線道路がないため、この結果保内町側に一旦出る必要のある飛地のような形となった。（平成の合併で八幡浜市と保内町とが合併し、ようやくこの事態は解消した）
```
日土村の系譜
（町村制実施以前の村）　（明治期）
　　　　　　　　　　　　町村制施行時
日土　　　━━━━━━　日土村　━━━━━━━━━━━━━━━━━━━━━━━┓
　　　　　　　　　　　　八幡浜町　　━━┳━━━━┳八幡浜市　━━━━━━━━┃
　　　　　　　　　　　　矢野崎村　　━━┛ａ      ┃（昭和10年2月11日　　　　 ┣━八幡浜市
　　　　　　　　　　　　千丈村　　━━━━━━━━┫　、合併、市制）　　　　  ┃（昭和30年2月1日）
　　　　　　　　　　　　神山村    ━━━神山町ｂ━┫　　　　　　　　　　　　　┃
　　　　　　　　　　　　舌田村    ━━━━━━━━┛　　　　　　　　　　　　　┃
　　　　　　　　　　　　川上村    ━━━━━━━━━━━━━━━━━━━━━━┫
　　　　　　　　　　　　真穴村    ━━━━━━━━━━━━━━━━━━━━━━┫
　　　　　　　　　　　　双岩村    ━━━━━━━━━━━━━━━━━━━━━━┫
　　　　　　　　　　　　　　　　　　　　　　　　　　　　　　　　　　　　　　　大字和泉及び布喜川の一部
　　　　　　　　　　　　　　　　　　　　　　　　　　　　　　　　　　　　　　　三瓶町へ（昭和30年2月1日）

a 昭和5年1月1日、b 昭和3年7月1日町制施行
（注記）八幡浜町ほかの合併前の系譜、及び平成の合併の系譜については、それぞれの記事を参照のこと。

```

## 地域
藩政期には11の集落が存在し、喜木川及びその支流の今出川・出石川の流域に分散していた。
- 喜木川流域　下河原、出奥、防川、松岡、新堂、梶谷岡、続藪、中当、川辻、横尾地、福岡(旧称・仁田ノ藪、又は仁多ノ藪)、樫木、久保田(元々は仁多ノ藪の一部でありヒノウラという名前であったが、火事が相次いだのを忌み、現在の地名となった)、尾之花、筵田、野地(防泰野、山神坊)、瀬田
- 今出川沿岸　今出、神明
- 出石川流域　田之窪、小坂、森山、榎野

大字制は採らなかった。

## 行政
役場
当初出奥におかれていたが、松岡に移転。1944年（昭和19年）の水害により流失、同年新堂に新築移転。合併後市役所日土支所。

## 教育
- 八幡浜市立日土小学校
- 八幡浜市立日土東小学校

日土小学校校舎は1999年に近代建築（モダニズム建築）の保存と記録を目指す国際組織のDOCOMOMOに、「DOCOMOMO Jpan20選」に選ばれるなど、高く評価されている。詳細は同校の項目を参照。また、2014年3月31日を以て日土東小学校は廃校とされた。

## 産業
農業
藩政期から米、麦に加え、麻、綿、漆、茶、薪、木炭などを産した。夏柑は明治19年に当地に導入され、その後郡内一円に広まり、佐田岬半島一帯は夏柑の屈指の産地を形成した。明治30年代から養蚕が興り、大正期には当村内にも4箇所の製糸工場が操業開始した。物資の積み出しとしては、まだ八幡浜港と結ぶ道路が整っていなかったこともあり、川之石港が利用された。
工業
上記の製糸工場に加え、後にタオル工場が操業開始している。同工場は後に八幡浜市の会社(後の酒六株式会社)に買い取られている。
鉱業
1891年（明治24年）に開かれた平岩銅山は明治30〜40年代に採鉱のピークを迎え、鉱石は八幡浜港沖合いの佐島に送られ、精錬された。

## 交通
鉄道は通っていなかったが、かつては国鉄予讃本線が南予方面に敷設される際に、当村を通るルートも構想されたが実らなかった。

## 著名な出身者
二宮城光(空手家) - 村政が終わる前年、1954年村内にて生誕。